# Лінкольн (округ Адамс, Вісконсин)
Лінкольн (англ. Lincoln) — місто (англ. town) в США, в окрузі Адамс штату Вісконсин. Населення — 320 осіб (2020).

## Демографія
Згідно з переписом 2010 року, у місті мешкало 296 осіб у 129 домогосподарствах у складі 92 родин. Було 218 помешкань
Расовий склад населення:
| - 97,6 % — білих - 1,0 % — азіатів |

До двох чи більше рас належало 0,7 %. Частка іспаномовних становила 3,0 % від усіх жителів.
За віковим діапазоном населення розподілялося таким чином: 15,9 % — особи молодші 18 років, 59,4 % — особи у віці 18—64 років, 24,7 % — особи у віці 65 років та старші. Медіана віку мешканця становила 53,0 року. На 100 осіб жіночої статі у місті припадало 116,1 чоловіків;  на 100 жінок у віці від 18 років та старших — 109,2 чоловіків також старших 18 років.
Середній дохід на одне домашнє господарство  становив 57 722 долари США (медіана — 51 563), а середній дохід на одну сім'ю — 69 631 долар (медіана — 57 500). Медіана доходів становила 42 500 доларів для чоловіків та 30 000 доларів для жінок. За межею бідності перебувало 18,6 % осіб, у тому числі 18,8 % дітей у віці до 18 років та 8,3 % осіб у віці 65 років та старших.
Цивільне працевлаштоване населення становило 157 осіб. Основні галузі зайнятості: роздрібна торгівля — 19,1 %, виробництво — 18,5 %, освіта, охорона здоров'я та соціальна допомога — 17,8 %, сільське господарство, лісництво, риболовля — 17,2 %.